# Glad tandpalpje
Het glad tandpalpje (Centromerus incilium) is een spin uit de familie hangmatspinnen (Linyphiidae).
Het glad tandpalpje wordt ongeveer 2,2 mm groot. Het prosoma heeft een bruine donkere rand. De opisthosoma zijn bruingrijs tot bijna zwart. De poten zijn geel. Het glad tandpalpje komt voor tussen mos in bossen in het Palearctisch gebied.